# Ketupa
Ketupa (Lesson, 1830) è un genere di uccelli rapaci della famiglia degli Strigidi.

## Tassonomia
Comprende le seguenti specie:
- Ketupa zeylonensis (Gmelin, 1788)
- Ketupa ketupu (Horsfield, 1821)
- Ketupa flavipes (Hodgson, 1836)